# Сегодня ночью или никогда (фильм, 1972)
«Сегодня ночью или никогда» (нем. Heute nacht oder nie) — фильм швейцарского режиссёра Даниэля Шмида.

## Сюжет
Сюжет фильма основан на бытовавшей в Богемии традиции: раз в году, в день Св. Яна Непомуцкого, хозяева и слуги меняются местами. К этому, трактованному в духе ехидной социальной притчи (и пропущенному сквозь революционный опыт 1968 года) мотиву в фильме добавлен другой: его персонажи — актёры, разыгрывающие эпизоды из романа Флобера «Госпожа Бовари», а также из пьес Теннесси Уильямса и «Умирающего лебедя» Михаила Фокина и Камиля Сен-Санса.

## Стиль
Однако наиболее примечательная составляющая фильма — даже не сюжет, а стиль: режиссёру удается создать яркий кинематографический эквивалент модерна с его изломанностью линий, манерностью, оккультным налётом. Кроме того, в картине ощущаются многообразные литературно-художественные влияния, включая готический роман, «Виридиану» Бунюэля, театр Брехта и пр.

## Название
Название фильма повторяет название известного шлягера 1930-х годов, исполнявшегося польско-американским тенором Яном Кипурой по-немецки. Песня звучит в фильме .

## Награды
Приз «Золотой дукат» на Международном кинофестивале в Мангейме (1972).